# Manon Basseville
Manon Basseville (22 de agosto de 1998) es una deportista francesa que compite en ciclismo en la modalidad de trials.
Ganó seis medallas en el Campeonato Mundial de Ciclismo Urbano, entre los años 2017 y 2021, y dos medallas de plata en el Campeonato Europeo de Ciclismo de Montaña, en los años 2018 y 2019.

## Palmarés internacional
| Campeonato Mundial | Campeonato Mundial | Campeonato Mundial | Campeonato Mundial |
| Año                | Lugar              | Medalla            | Competición        |
| ------------------ | ------------------ | ------------------ | ------------------ |
| 2017               | Chengdu (China)    | Medalla de oro     | Equipo mixto       |
| 2018               | Chengdu (China)    | Medalla de plata   | Trials 20″/26″     |
| 2018               | Chengdu (China)    | Medalla de bronce  | Equipo mixto       |
| 2019               | Chengdu (China)    | Medalla de bronce  | Trials 20″/26″     |
| 2019               | Chengdu (China)    | Medalla de bronce  | Equipo mixto       |
| 2021               | Vic (España)       | Medalla de plata   | Equipo mixto       |
| 2021               | Vic (España)       | Medalla de bronce  | Trials 20″/26″     |
| Campeonato Europeo |                    |                    |                    |
| Año                | Lugar              | Medalla            | Competición        |
| 2018               | Moudon (Suiza)     | Medalla de plata   | Trials 20″/26″     |
| 2019               | Lucca (Italia)     | Medalla de plata   | Trials 20″/26″     |